# 玉川田園調布
玉川田園調布（日语：／ Tamagawa den-en-chōfu */?）是東京都世田谷區的町名。現行行政地名為玉川田園調布一丁目與玉川田園調布二丁目。郵遞區號為158-0085。2013年9月1日為止的人口有2,226人。

## 地理
位於世田谷區南部，屬玉川地域。北鄰奧澤，東接東玉川，南連田園調布，西通尾山台。面積0.3平方公里。
西半部為玉川淨水場、田園調布雙葉小學校及其附屬幼稚園。東西向的環八通穿過町內（東京都道311號環狀八號線），町域東部有東急電鐵東橫線、目黑線通過。

## 歷史
此地在江戶時代以前屬荏原郡等等力村飛地與奧澤村一部分。1889年（明治22年）町村制施行，等等力村、奧澤村與尾山、下野毛、上野毛、野良田、用賀、瀨田6村合併為玉川村。1932年（昭和7年），世田谷區成立，荏原郡玉川村大字等等力飛地字六本松成立玉川田園調布1丁目，玉川村大字奧澤字五斗免成立玉川田園調布2丁目。之後此地與相鄰的大森區（現大田區）田園調布4町一同打造為田園都市住宅區，但在開發當初，依據1925年『田園都市株式會社經営 多摩川臺住宅地平面圖』，大部分未劃為住宅區。1970年實施住居表示並進行町界變更，玉川等等力町一部分編入，玉川田園調布一部分劃入尾山台1丁目、奧澤4-5丁目。此外，町內以環八通為界，環八以南為1丁目，環八以北為2丁目。

### 地名由來
世田谷區成立時，以舊玉川村的「玉川」及田園都市住宅區「田園調布」命名。

## 交通

### 鐵道
- 東急電鐵東橫線、目黑線－町內未設站，可利用田園調布站。北部還可利用大井町線九品佛站，東橫線、大井町線自由丘站。

### 巴士
- 東急巴士 - 玉川田園調布停留所、淨水場前停留所。

### 道路
- 東京都道311號環狀八號線（環八通）

## 設施
- 玉川淨水場 - 因原水惡化中止供水，目前送水給工業用水的三園淨水場[5]。
  - 東京都水道局研修、開發中心
  - 東京都水道局玉川給水所
- 學校法人田園調布雙葉學園
  - 田園調布雙葉中學校、高等學校
  - 田園調布雙葉小學校
  - 田園調布雙葉小學校附屬幼稚園
- 世田谷區立八幡小學校
- 幼きイエス会加利利修道院 - 創建田園調布雙葉小學校的教會設施。
- 天理教本成分教會

## 備註
1. 1 2 3 4 5 6  『角川日本地名大辞典 13 東京都』角川書店，1991年9月再版。P466。
2. ↑  .   [2013-10-02]. （原始内容存档于2014-07-19）.
3. 1 2 3  地名の由来（奥沢・玉川田園調布・東玉川）-世田谷區公式HP 的存檔，存档日期2012-05-11.，2010-09-14閲覧。
4. ↑  『田園都市株式会社経営 多摩川臺住宅地平面図』，1925年（馬場宏信『シブヤ系対カマタ系』ぶんか社，1997年12月，PP102-103所収。）。
5. ↑  浄水施設の紹介（東京都水道局HP） 的存檔，存档日期2013-10-05.，2010-09-14閲覧。